# Captain Arturo Prat Basis
De Captain Arturo Prat Basis is een Chileens poolstation gelegen te Iquique Cove op Greenwich Island in de Zuidelijke Shetlandeilanden. Het werd genoemd naar Arturo Prat, een Chileens marine-officier.
De basis werd in gebruik genomen op 6 februari 1947 en is het oudste Chileense Antarctische station. Tot 1 maart 2006 was het een basis van de Chileense marine. Op die datum werd het station overgedragen aan Magallanes y la Antártica Chilena. Tot februari 2004 was het een permanent bemande basis, daarna werd het alleen in de zomer gebruikt voor ionosferisch en meteorologisch onderzoek.